# Reprezentacja Ukrainy w piłce siatkowej mężczyzn

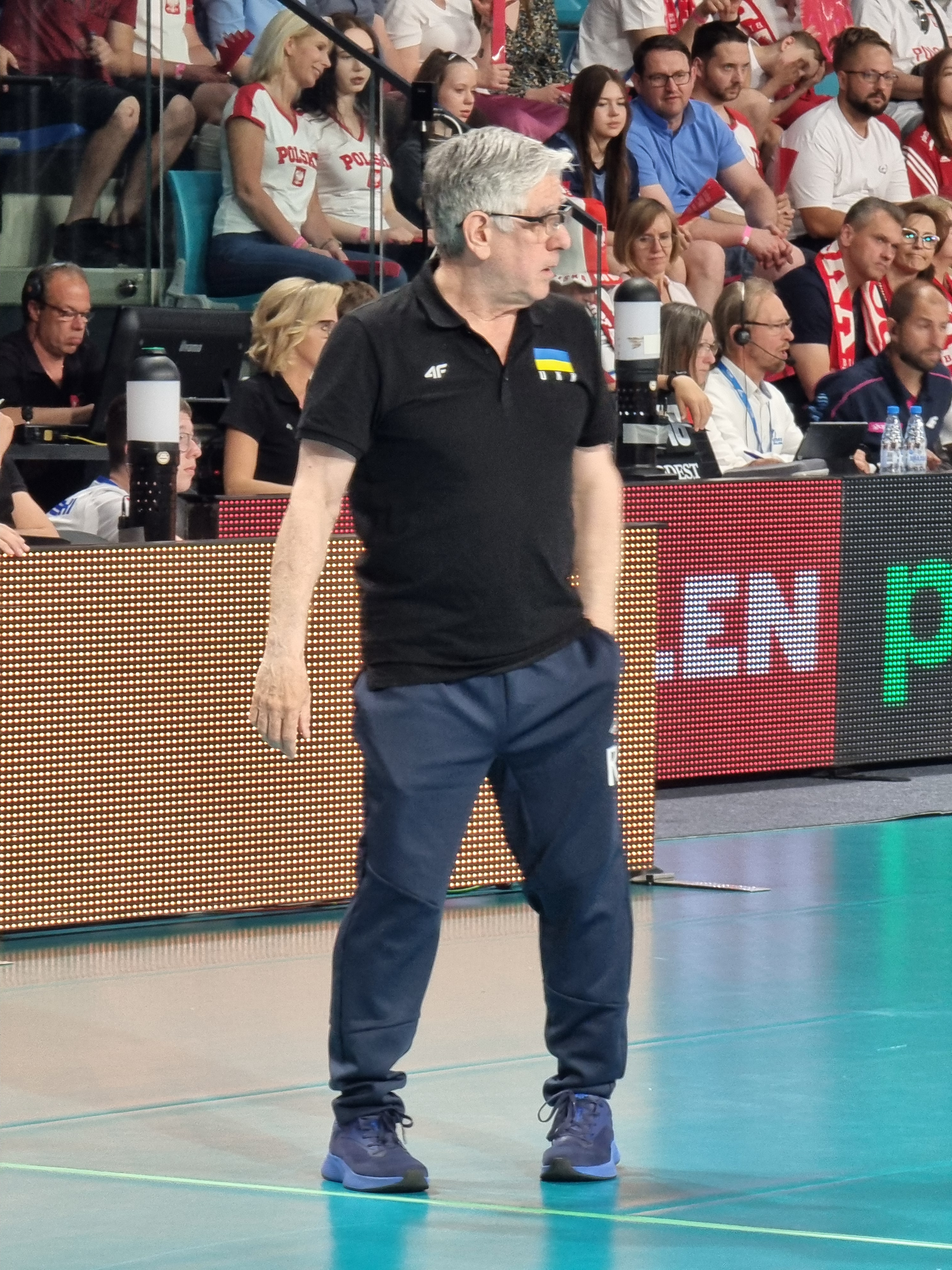
Raúl Lozano trenerem reprezentacji Ukrainy w 2024 roku

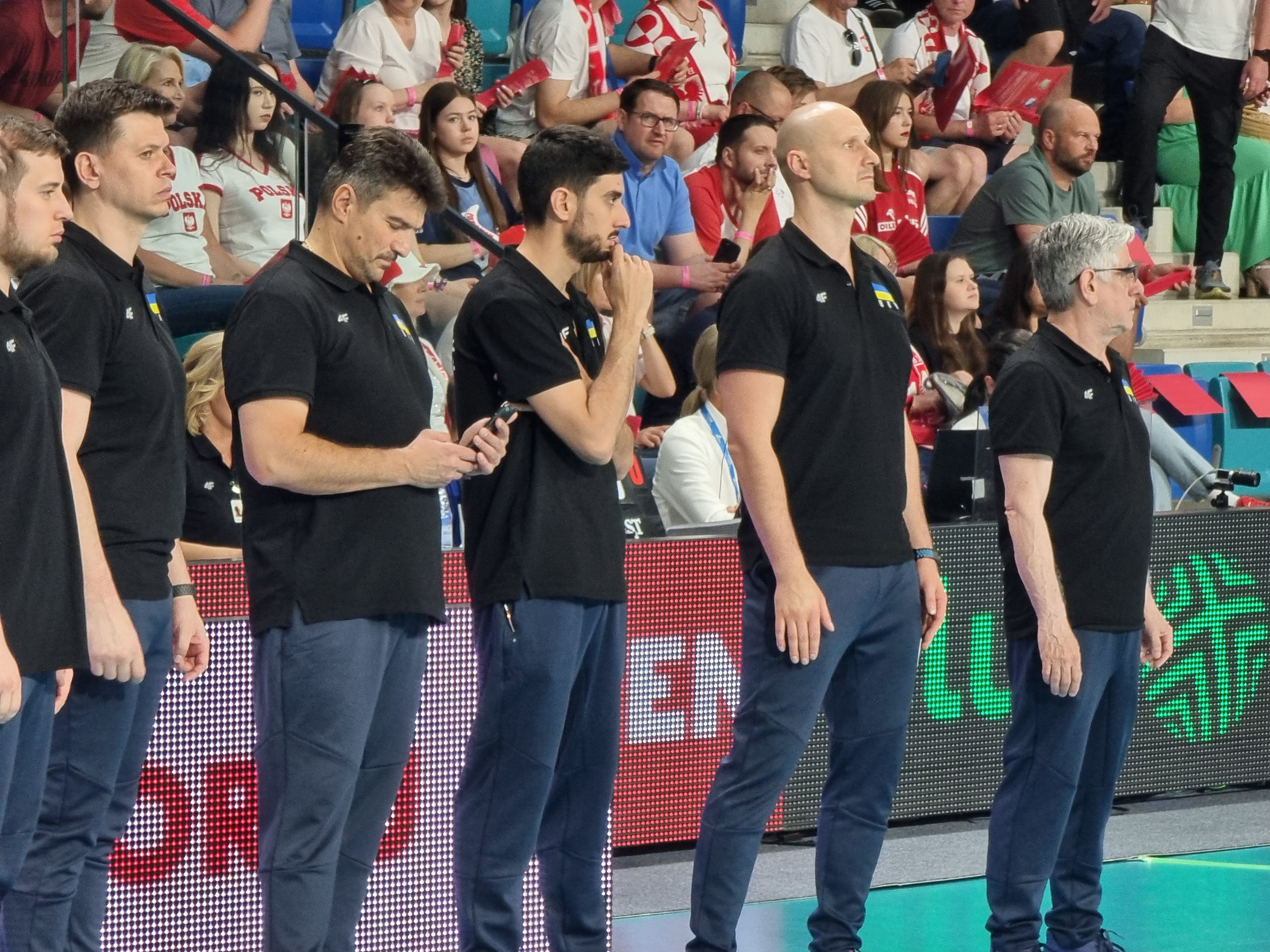
Sztab szkoleniowy reprezentacji Ukrainy w 2024 roku, m.in. Piotr Graban jako asystent trenera Raúla Lozano

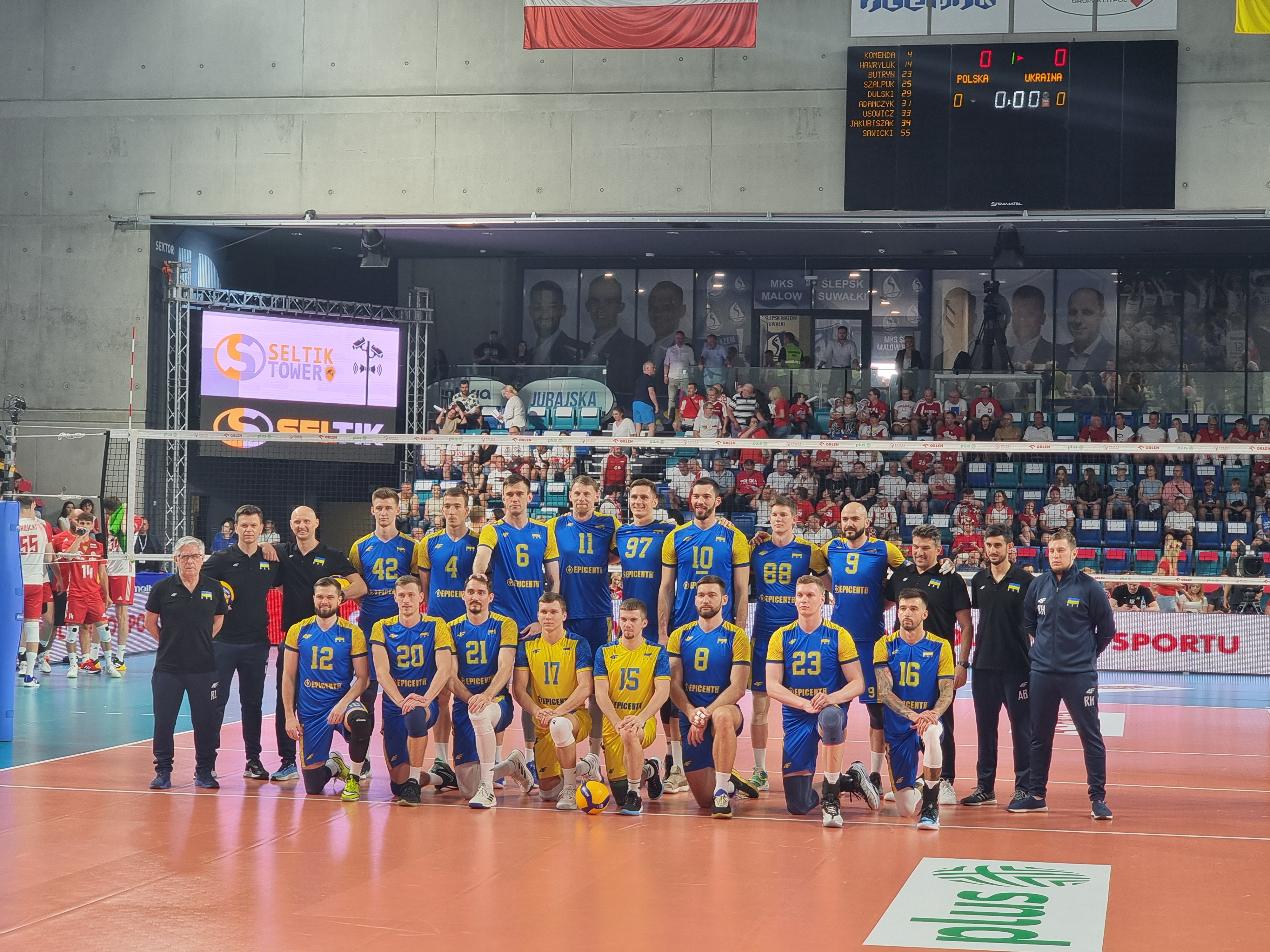
Reprezentanci Ukrainy w meczu towarzyskim z reprezentacją Polski w Suwałki Arenie, 29.05.2024

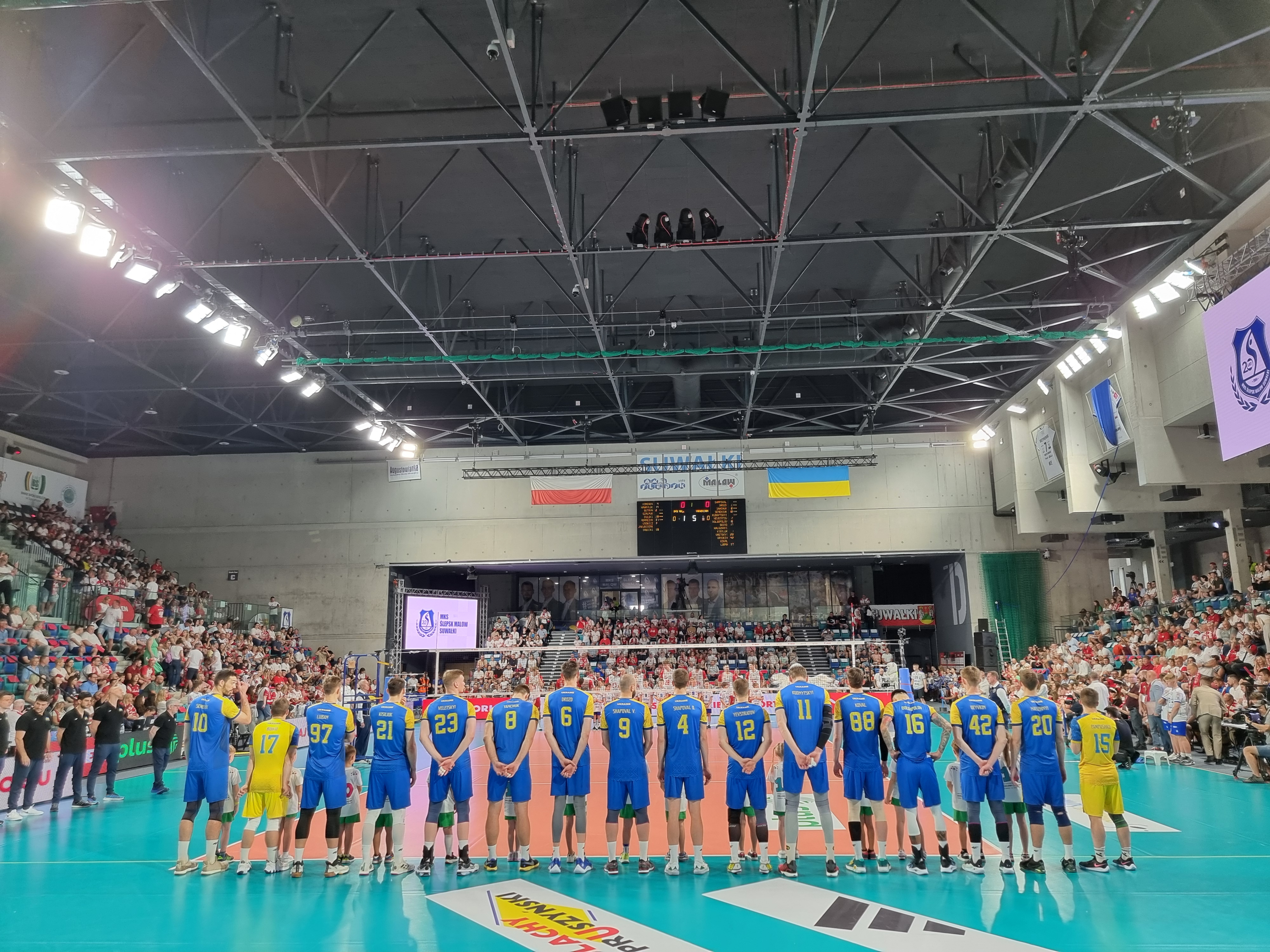
Reprezentanci Ukrainy w meczu towarzyskim z reprezentacją Polski w Suwałki Arenie, 29.05.2024

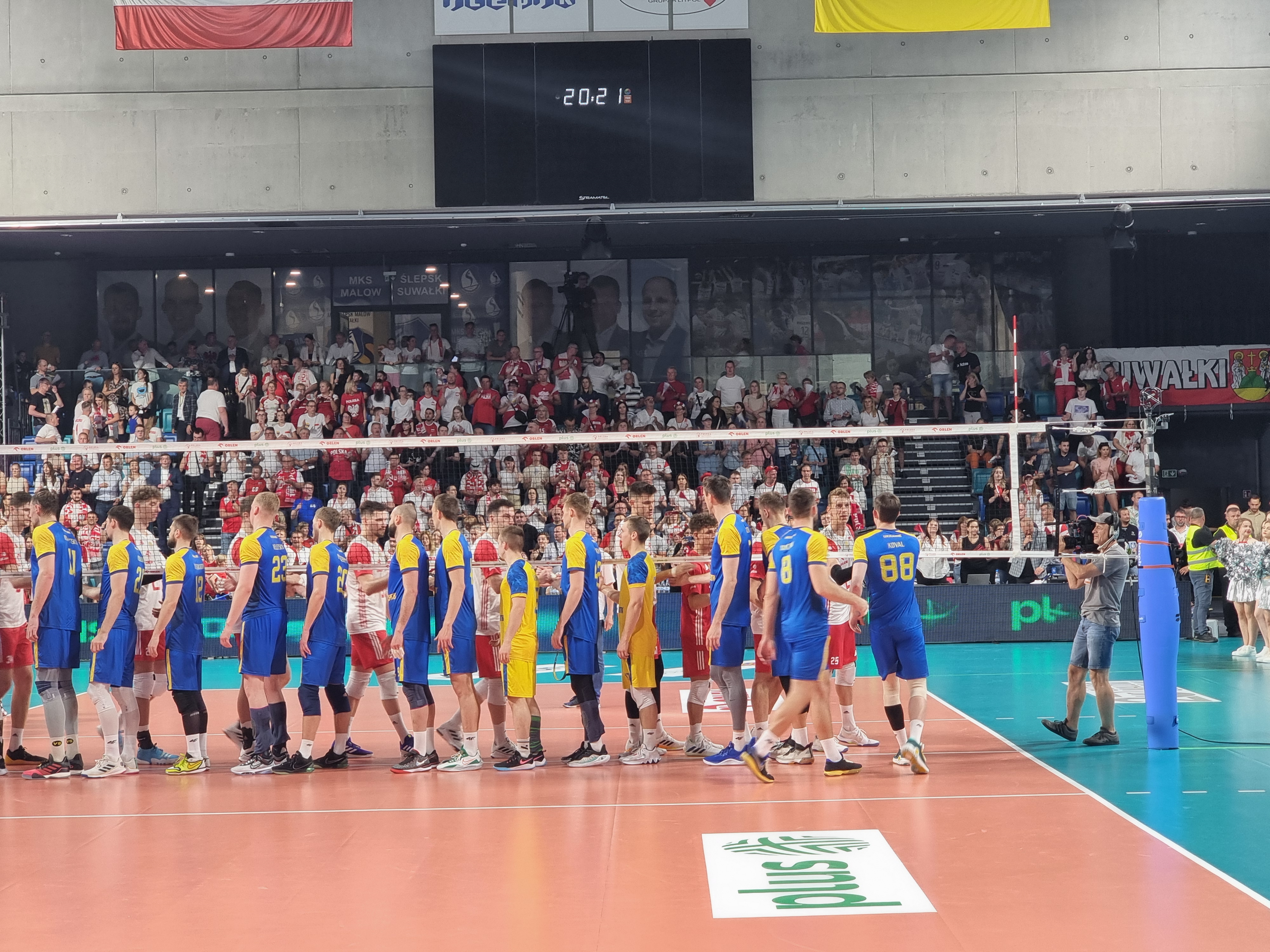
Reprezentanci Ukrainy w meczu towarzyskim z reprezentacją Polski w Suwałki Arenie, 29.05.2024

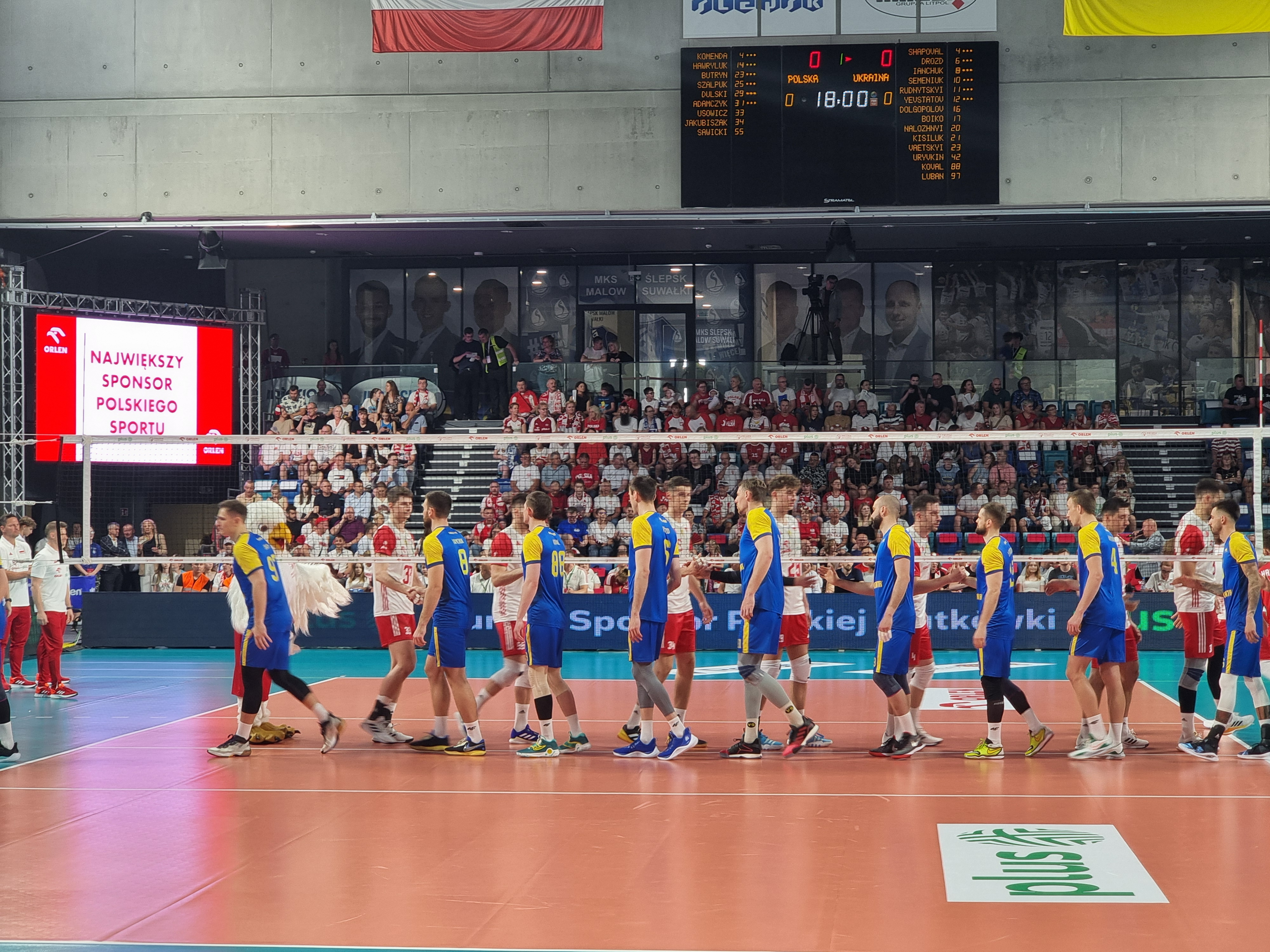
Reprezentanci Ukrainy w meczu towarzyskim z reprezentacją Polski w Suwałki Arenie, 29.05.2024

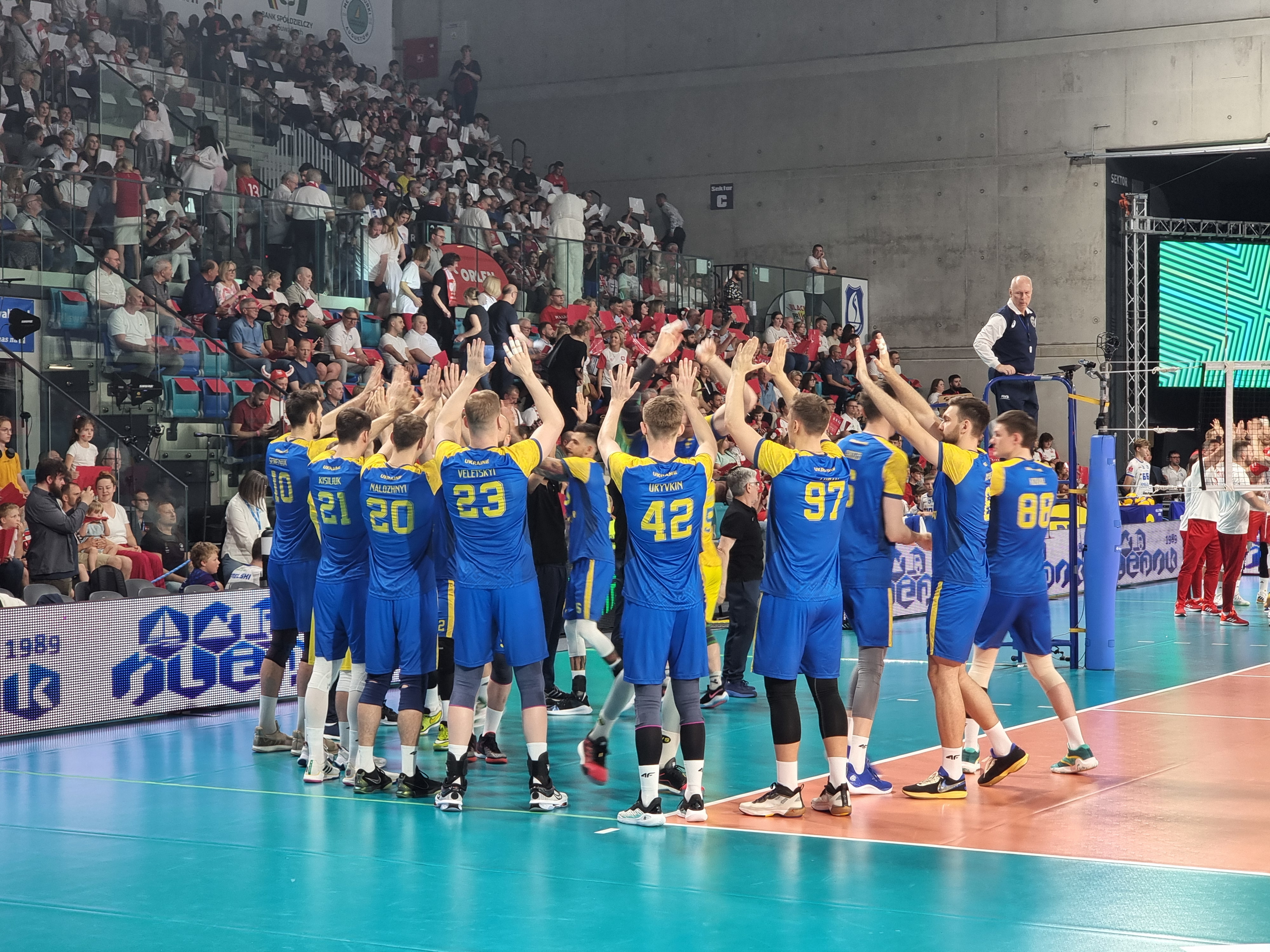
Reprezentanci Ukrainy w meczu towarzyskim z reprezentacją Polski w Suwałki Arenie, 29.05.2024

Reprezentacja Ukrainy w piłce siatkowej mężczyzn, ukr. чоловіча збірна України з волейболу – narodowa reprezentacja Ukrainy, która na arenie międzynarodowej występuje od upadku ZSRR (od 1992).

## Trenerzy
| Lata      | Trener         |
| --------- | -------------- |
| 2005-2008 | Jurij Filippow |
| 2010      | Jurij Filippow |
| 2012-2016 | Jurij Filippow |
| 2017-2023 | Uģis Krastiņš  |
| 2024-     | Raúl Lozano    |

## Szeroki skład reprezentacji Ukrainy na sezon reprezentacyjny w 2024 roku[4][5]
| Nr | Imię i nazwisko    | Data urodzenia | Wzrost (cm) | Klub (Sezon 2023/2024)                 | Pozycja      |
| -- | ------------------ | -------------- | ----------- | -------------------------------------- | ------------ |
| 6  | Maksym Drozd       | 05.08.1991     | 208 cm      | Epicentr-Podolany Horodok              | środkowy     |
| 8  | Dmytro Janczuk     | 19.05.1999     | 200 cm      | WK Prometej Dnipro                     | przyjmujący  |
| 9  | Wiktor Szapował    | 08.04.1992     | 197 cm      | Żytyczi-Polissia Żytomierz             | atakujący    |
| 10 | Jurij Semeniuk     | 12.05.1994     | 210 cm      | Projekt Warszawa                       | środkowy     |
| 11 | Mykoła Rudnycki    | 18.09.1981     | 210 cm      | Żytyczi-Polissia Żytomierz             | środkowy     |
| 12 | Serhij Jewstratow  | 24.08.1993     | 190 cm      | WK Prometej Dnipro                     | rozgrywający |
| 15 | Jarosław Pampuszko | 11.11.2001     | 178 cm      | Barkom-Każany Lwów                     | libero       |
| 16 | Dmytro Dołhopołow  | 14.09.1993     | 195 cm      | Kuutio Homes Pafiakos Pafos            | rozgrywający |
| 17 | Ołeksandr Bojko    | 17.12.2002     | 180 cm      | WK Prometej Dnipro                     | libero       |
| 18 | Tymur Cmokało      | 23.12.2003     | 197 cm      | VK Ostrava                             | przyjmujący  |
| 20 | Ołeksandr Nałożnyj | 24.07.1996     | 196 cm      | Epicentr-Podolany Horodok              | przyjmujący  |
| 21 | Jewhenij Kisiluk   | 27.01.1995     | 197 cm      | Epicentr-Podolany Horodok              | przyjmujący  |
| 22 | Mykoła Dżul        | 04.03.2005     | 185 cm      | WSK Bukowyna Czerniowce                | libero       |
| 23 | Dienis Wijecki     | 15.01.2000     | 206 cm      | WK Prometej Dnipro                     | środkowy     |
| 30 | Andrij Czelenjak   | 02.01.2005     | 200 cm      | WSK Bukowyna Czerniowce                | środkowy     |
| 42 | Danyło Urywkin     | 27.05.2001     | 197 cm      | Epicentr-Podolany Horodok              | atakujący    |
| 88 | Ołeksandr Kowal    | 10.02.1999     | 198 cm      | Epicentr-Podolany Horodok              | środkowy     |
| 97 | Mykyta Luban       | 14.09.1997     | 200 cm      | Żytyczi-Polissia Żytomierz             | atakujący    |
| 99 | Mykoła Kuc         | 17.05.2006     | 208 cm      | Akademia Talentów Jastrzębskiego Węgla | środkowy     |

## Skład reprezentacji naMistrzostwach Europy 2023[6]
| Nr | Imię i nazwisko     | Data urodzenia (wiek) | Wzrost (cm) | Klub                      | Pozycja      |
| -- | ------------------- | --------------------- | ----------- | ------------------------- | ------------ |
| 1  | Tymofij Połujan     | 10.01.1998 (25)       | 198 cm      | Akkuş Belediyespor        | przyjmujący  |
| 3  | Bohdan Mazenko      | 18.05.1996 (27)       | 198 cm      | Barkom-Każany Lwów        | środkowy     |
| 5  | Ołeh Płotnycki      | 05.06.1997 (25)       | 195 cm      | Sir Safety Perugia        | przyjmujący  |
| 7  | Jurij Synycia       | 22.08.1993 (29)       | 195 cm      | Develi Belediyespor       | rozgrywający |
| 9  | Wołodymyr Ostapenko | 28.07.1998 (25)       | 198 cm      | Epicentr-Podolany Horodok | środkowy     |
| 10 | Jurij Semeniuk      | 12.05.1994 (29)       | 210 cm      | Projekt Warszawa          | środkowy     |
| 11 | Dmytro Kanajew      | 03.10.1997 (25)       | 177 cm      | Barkom-Każany Lwów        | libero       |
| 12 | Serhij Jewstratow   | 24.08.1993 (30)       | 190 cm      | Prometej Dnipro           | rozgrywający |
| 13 | Wasyl Tupczij       | 13.01.1992 (31)       | 193 cm      | Barkom-Każany Lwów        | atakujący    |
| 14 | Illa Kowalow        | 31.08.1996 (26)       | 198 cm      | Barkom-Każany Lwów        | przyjmujący  |
| 16 | Witalij Kuczer      | 27.10.1997 (25)       | 199 cm      | Barkom-Każany Lwów        | przyjmujący  |
| 17 | Ołeksandr Bojko     | 17.12.2002 (20)       | 180 cm      | Prometej Dnipro           | libero       |
| 21 | Jewhenij Kisiluk    | 27.01.1995 (28)       | 197 cm      | Epicentr-Podolany Horodok | przyjmujący  |
| 27 | Władysław Szczurow  | 27.04.2001 (22)       | 208 cm      | Barkom-Każany Lwów        | środkowy     |

## Skład reprezentacji wLidze Europejskiej 2023[8]
| Nr | Imię i nazwisko    | Data urodzenia (wiek) | Wzrost (cm) | Klub                      | Pozycja      |
| -- | ------------------ | --------------------- | ----------- | ------------------------- | ------------ |
| 1  | Tymofij Połujan    | 10.01.1998 (25)       | 198 cm      | Akkuş Belediyespor        | przyjmujący  |
| 2  | Maksym Drozd       | 05.08.1991 (31)       | 208 cm      | Epicentr-Podolany Horodok | środkowy     |
| 5  | Ołeh Płotnycki     | 05.06.1997 (25)       | 195 cm      | Sir Safety Perugia        | przyjmujący  |
| 7  | Jurij Synycia      | 22.08.1993 (29)       | 195 cm      | Develi Belediyespor       | rozgrywający |
| 8  | Dmytro Teriomenko  | 01.02.1987 (36)       | 200 cm      | Prometej Dnipro           | środkowy     |
| 10 | Jurij Semeniuk     | 12.05.1994 (29)       | 210 cm      | Projekt Warszawa          | środkowy     |
| 11 | Dmytro Kanajew     | 03.10.1997 (25)       | 177 cm      | Barkom-Każany Lwów        | libero       |
| 13 | Wasyl Tupczij      | 13.01.1992 (31)       | 193 cm      | Barkom-Każany Lwów        | atakujący    |
| 14 | Illa Kowalow       | 31.08.1996 (26)       | 198 cm      | Barkom-Każany Lwów        | przyjmujący  |
| 15 | Witalij Szczytkow  | 25.11.1991 (31)       | 186 cm      | Prometej Dnipro           | rozgrywający |
| 16 | Witalij Kuczer     | 27.10.1997 (25)       | 199 cm      | Barkom-Każany Lwów        | przyjmujący  |
| 17 | Ołeksandr Bojko    | 17.12.2002 (20)       | 180 cm      | Prometej Dnipro           | libero       |
| 21 | Jewhenij Kisiluk   | 27.01.1995 (28)       | 197 cm      | Epicentr-Podolany Horodok | przyjmujący  |
| 27 | Władysław Szczurow | 27.04.2001 (22)       | 208 cm      | Barkom-Każany Lwów        | środkowy     |

## Skład reprezentacji naMistrzostwach Świata 2022[10]
- Wiek na dzień 26 sierpnia 2022 roku.
- Przynależność klubowa na sezon 2022/2023.

| Nr | Imię i nazwisko     | Data urodzenia (wiek) | Wzrost (cm) | Klub                      | Pozycja      |
| -- | ------------------- | --------------------- | ----------- | ------------------------- | ------------ |
| 1  | Tymofij Połujan     | 10.01.1998 (24)       | 198 cm      | Sorgun Belediyespor       | przyjmujący  |
| 2  | Maksym Drozd        | 05.08.1991 (31)       | 208 cm      | Epicentr-Podolany Horodok | środkowy     |
| 4  | Ołeh Szewczenko     | 08.01.1993 (29)       | 193 cm      | Barkom-Każany Lwów        | przyjmujący  |
| 5  | Ołeh Płotnycki      | 05.06.1997 (25)       | 195 cm      | Sir Safety Perugia        | przyjmujący  |
| 6  | Horden Browa        | 08.04.1991 (31)       | 180 cm      | Epicentr-Podolany Horodok | libero       |
| 9  | Wołodymyr Ostapenko | 28.07.1998 (24)       | 198 cm      | Epicentr-Podolany Horodok | środkowy     |
| 10 | Jurij Semeniuk      | 12.05.1994 (28)       | 210 cm      | Projekt Warszawa          | środkowy     |
| 12 | Denys Fomin         | 21.07.1986 (36)       | 177 cm      | Epicentr-Podolany Horodok | libero       |
| 13 | Wasyl Tupczij       | 13.01.1992 (30)       | 193 cm      | Barkom-Każany Lwów        | atakujący    |
| 14 | Illa Kowalow        | 31.08.1996 (25)       | 198 cm      | Cuprum Lubin              | przyjmujący  |
| 15 | Witalij Szczytkow   | 25.11.1991 (30)       | 186 cm      | WK Prometej Dnipro        | rozgrywający |
| 19 | Dmytro Kanajew      | 03.10.1997 (24)       | 177 cm      | Barkom-Każany Lwów        | libero       |
| 21 | Jewhenij Kisiluk    | 27.01.1995 (27)       | 197 cm      | Epicentr-Podolany Horodok | przyjmujący  |
| 22 | Jurij Synycia       | 22.08.1993 (29)       | 195 cm      | Develi Belediyespor       | rozgrywający |

## Rozgrywki międzynarodowe
Mistrzostwa Świata:
- 1998 – 10. miejsce
- 2022 – 7. miejsce

Mistrzostwa Europy:
- 1993 – 6. miejsce
- 1995 – 9. miejsce
- 1997 – 7. miejsce
- 2005 – 12. miejsce
- 2019 – 7. miejsce
- 2021 – 13. miejsce
- 2023 – 8. miejsce

Liga Europejska:
- 2017 –  1. miejsce
- 2018 – 8. miejsce
- 2019 – 5-7. miejsce
- 2021 –  2. miejsce
- 2022 – 4. miejsce
- 2023 –  2. miejsce
- 2024 –  1. miejsce[11]